# NGC 7151
NGC 7151 ist eine Balken-Spiralgalaxie vom Hubble-Typ SBc im Sternbild Indianer am Südsternhimmel. Sie ist schätzungsweise 82 Millionen Lichtjahre von der Milchstraße entfernt.
Das Objekt wurde am 8. Juli 1834 von John Herschel entdeckt.